# فیلسوف

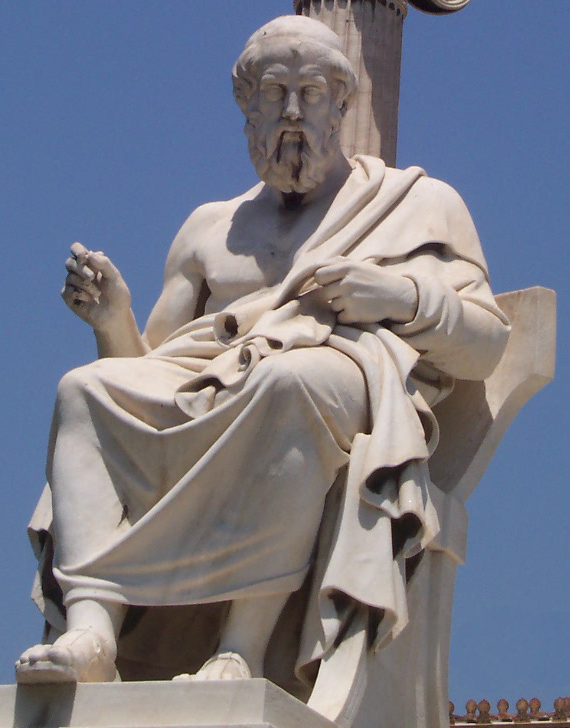
افلاطون از بزرگ‌ترین فیلسوفان یونان

فیلسوف به کسی گویند که طراح یک مکتب فلسفی مستقل یا حداقل طراح یک نظریهٔ فلسفی مستقل باشد. فلسفهٔ پدر تمام علوم و به ویژه بنیان علوم انسانی است.
او دانشمندی است که در اصول اولیه تحقیق می کند، چیزهای مختلف و منحصر به فرد را اختراع می کند و با هوشی بسیار و تیزبینی منحصر به فرد در آنالیز و تبیین امور و پدیده ها تلاش می کند.

## پیشینه
فیثاغورس نخستین کسی بود که خود را فیلسوف (به یونانی: φιλόσοφος، philosophos) یا فیلاسوفا (به پارسی میانه: فلسفه‌دان، filāsōfā) نامید. او به جای این‌که خود را مردِ دانا (sophos) بنامد، خود را philo (دوستدارِ) sophos (دانایی) نامید؛ چراکه نهادن نام «مردِ دانا» بر خود را نشانهٔ گستاخی می‌دانسته‌است.

## تعریف
واژهٔ فلسفه (خِرَد دوستی) شکل معرَّب (= عربی شده) کلمهٔ فیلوسوفیا (philosophia در یونانی φιλοσοφία) است که در زبانِ یونانی به معنای خِرَد دوستی یا دوستاری خِرَد است زیرا کلمهٔ philos به معنای دوست داشتن و واژه sophia به معنای دانایی است. اما این واژه در معنای خاص آنْ به دانشی گفته می‌شود که از احوال «موجودی» بحث می‌کند که از آن جهتْ موجود است.
به گفتهٔ افلاطون، فیلسوف (خِرَد دوست) به کسی گفته می‌شود که در پی شناسایی امور ازلی و حقایق اشیاء و علم به عِلَل و مبادی آن‌ها است.